# Wereldkampioenschap superbike van Portimão 2015
Het wereldkampioenschap superbike van Portimão 2015 was de zevende ronde van het wereldkampioenschap superbike en het wereldkampioenschap Supersport 2015. De races werden verreden op 7 juni 2015 op het Autódromo Internacional do Algarve nabij Portimão, Portugal.

## Superbike

### Race 1
| Pos | Nr | Rijder               | Constructeur | Rondes | Tijd      | Grid | Punten |
| --- | -- | -------------------- | ------------ | ------ | --------- | ---- | ------ |
| 1   | 65 | Jonathan Rea         | Kawasaki     | 20     | 37:10.092 | 8    | 25     |
| 2   | 66 | Tom Sykes            | Kawasaki     | 20     | +9.384    | 2    | 20     |
| 3   | 7  | Chaz Davies          | Ducati       | 20     | +13.753   | 3    | 16     |
| 4   | 34 | Davide Giugliano     | Ducati       | 20     | +27.818   | 1    | 13     |
| 5   | 1  | Sylvain Guintoli     | Honda        | 20     | +28.141   | 7    | 11     |
| 6   | 15 | Matteo Baiocco       | Ducati       | 20     | +39.665   | 6    | 10     |
| 7   | 86 | Ayrton Badovini      | BMW          | 20     | +40.829   | 10   | 9      |
| 8   | 36 | Leandro Mercado      | Ducati       | 20     | +43.401   | 11   | 8      |
| 9   | 60 | Michael van der Mark | Honda        | 20     | +59.025   | 13   | 7      |
| 10  | 22 | Alex Lowes           | Suzuki       | 20     | +1:01.388 | 4    | 6      |
| 11  | 81 | Jordi Torres         | Aprilia      | 20     | +1:02.769 | 9    | 5      |
| 12  | 91 | Leon Haslam          | Aprilia      | 20     | +1:04.152 | 5    | 4      |
| 13  | 14 | Randy de Puniet      | Suzuki       | 20     | +1:39.537 | 16   | 3      |
| 14  | 44 | David Salom          | Kawasaki     | 20     | +1:43.681 | 12   | 2      |
| 15  | 18 | Nicolás Terol        | Ducati       | 20     | +1:45.940 | 17   | 1      |
| 16  | 40 | Román Ramos          | Kawasaki     | 20     | +1:49.326 | 15   |        |
| 17  | 59 | Niccolò Canepa       | Kawasaki     | 19     | +1 ronde  | 20   |        |
| 18  | 23 | Christophe Ponsson   | Kawasaki     | 19     | +1 ronde  | 18   |        |
| 19  | 75 | Gábor Rizmayer       | BMW          | 19     | +1 ronde  | 21   |        |
| 20  | 10 | Imre Tóth            | BMW          | 15     | +5 ronden | 22   |        |
| DNF | 51 | Santiago Barragán    | Kawasaki     | 15     | Ongeluk   | 19   |        |
| DNF | 2  | Leon Camier          | MV Agusta    | 2      | Ongeluk   | 14   |        |

### Race 2
| Pos | Nr | Rijder               | Constructeur | Rondes | Tijd        | Grid | Punten |
| --- | -- | -------------------- | ------------ | ------ | ----------- | ---- | ------ |
| 1   | 65 | Jonathan Rea         | Kawasaki     | 20     | 34:33.783   | 8    | 25     |
| 2   | 34 | Davide Giugliano     | Ducati       | 20     | +5.416      | 1    | 20     |
| 3   | 91 | Leon Haslam          | Aprilia      | 20     | +6.689      | 5    | 16     |
| 4   | 7  | Chaz Davies          | Ducati       | 20     | +10.445     | 3    | 13     |
| 5   | 60 | Michael van der Mark | Honda        | 20     | +14.122     | 13   | 11     |
| 6   | 1  | Sylvain Guintoli     | Honda        | 20     | +14.265     | 7    | 10     |
| 7   | 81 | Jordi Torres         | Aprilia      | 20     | +16.213     | 9    | 9      |
| 8   | 66 | Tom Sykes            | Kawasaki     | 20     | +19.384     | 2    | 8      |
| 9   | 36 | Leandro Mercado      | Ducati       | 20     | +19.998     | 11   | 7      |
| 10  | 15 | Matteo Baiocco       | Ducati       | 20     | +27.332     | 6    | 6      |
| 11  | 40 | Román Ramos          | Kawasaki     | 20     | +28.904     | 15   | 5      |
| 12  | 86 | Ayrton Badovini      | BMW          | 20     | +31.138     | 10   | 4      |
| 13  | 22 | Alex Lowes           | Suzuki       | 20     | +34.252     | 4    | 3      |
| 14  | 23 | Christophe Ponsson   | Kawasaki     | 20     | +56.181     | 18   | 2      |
| 15  | 18 | Nicolás Terol        | Ducati       | 20     | +1:02.679   | 17   | 1      |
| 16  | 14 | Randy de Puniet      | Suzuki       | 20     | +1:03.200   | 16   |        |
| 17  | 59 | Niccolò Canepa       | Kawasaki     | 20     | +1:03.488   | 20   |        |
| 18  | 75 | Gábor Rizmayer       | BMW          | 19     | +1 ronde    | 21   |        |
| 19  | 10 | Imre Tóth            | BMW          | 19     | +1 ronde    | 22   |        |
| DNF | 51 | Santiago Barragán    | Kawasaki     | 8      | Uitgevallen | 19   |        |
| DNF | 44 | David Salom          | Kawasaki     | 4      | Uitgevallen | 12   |        |
| DNF | 2  | Leon Camier          | MV Agusta    | 1      | Uitgevallen | 14   |        |

## Supersport
| Pos | Nr  | Rijder             | Constructeur | Rondes | Tijd                | Grid | Punten |
| --- | --- | ------------------ | ------------ | ------ | ------------------- | ---- | ------ |
| 1   | 16  | Jules Cluzel       | MV Agusta    | 18     | 31:54.954           | 1    | 25     |
| 2   | 54  | Kenan Sofuoğlu     | Kawasaki     | 18     | +0.184              | 2    | 20     |
| 3   | 99  | P.J. Jacobsen      | Honda        | 18     | +7.597              | 3    | 16     |
| 4   | 4   | Gino Rea           | Honda        | 18     | +8.369              | 5    | 13     |
| 5   | 87  | Lorenzo Zanetti    | MV Agusta    | 18     | +12.451             | 8    | 11     |
| 6   | 111 | Kyle Smith         | Honda        | 18     | +13.059             | 4    | 10     |
| 7   | 11  | Christian Gamarino | Kawasaki     | 18     | +19.976             | 13   | 9      |
| 8   | 44  | Roberto Rolfo      | Honda        | 18     | +20.355             | 9    | 8      |
| 9   | 36  | Martín Cárdenas    | Honda        | 18     | +32.141             | 10   | 7      |
| 10  | 61  | Fabio Menghi       | Yamaha       | 18     | +35.078             | 7    | 6      |
| 11  | 24  | Marcos Ramírez     | Honda        | 18     | +35.089             | 17   | 5      |
| 12  | 5   | Marco Faccani      | Kawasaki     | 18     | +35.295             | 12   | 4      |
| 13  | 68  | Glenn Scott        | Honda        | 18     | +36.058             | 14   | 3      |
| 14  | 6   | Dominic Schmitter  | Kawasaki     | 18     | +59.859             | 16   | 2      |
| 15  | 117 | Miguel Praia       | Honda        | 18     | +1:02.567           | 18   | 1      |
| 16  | 10  | Nacho Calero       | Honda        | 18     | +1:18.363           | 19   |        |
| DNF | 25  | Alex Baldolini     | MV Agusta    | 10     | Uitgevallen         | 6    |        |
| DNF | 19  | Kevin Wahr         | Honda        | 2      | Ongeluk             | 15   |        |
| DNF | 84  | Riccardo Russo     | Honda        | 2      | Ongeluk             | 11   |        |
| DNQ | 34  | Ezequiel Iturrioz  | Kawasaki     | 0      | Niet gekwalificeerd |      |        |

## Tussenstanden na wedstrijd

### Superbike
| Pos | Nr | Rijder       | Team     | Punten |
| --- | -- | ------------ | -------- | ------ |
| 1   | 65 | Jonathan Rea | Kawasaki | 330    |
| 2   | 66 | Tom Sykes    | Kawasaki | 206    |
| 3   | 91 | Leon Haslam  | Aprilia  | 199    |
| 4   | 7  | Chaz Davies  | Ducati   | 184    |
| 5   | 81 | Jordi Torres | Aprilia  | 131    |

### Supersport
| Pos | Nr | Rijder          | Team      | Punten |
| --- | -- | --------------- | --------- | ------ |
| 1   | 54 | Kenan Sofuoğlu  | Kawasaki  | 150    |
| 2   | 16 | Jules Cluzel    | MV Agusta | 110    |
| 3   | 99 | P.J. Jacobsen   | Honda     | 95     |
| 4   | 87 | Lorenzo Zanetti | MV Agusta | 81     |
| 5   | 4  | Gino Rea        | Honda     | 67     |

2008 · 2009 · 2010 · 2011 · 2012 · 2013 · 2014 · 2015 · 2017 · 2018 · 2019 · 2020 · 2021 · 2022 · 2023 · 2024 · 2025